# Lista siturilor arheologice din județul Prahova - R
Lista siturilor arheologice din județul Prahova - R conține toate siturile arheologice din județul Prahova înscrise în Repertoriul Arheologic Național (RAN) și aflate în localități al căror nume începe cu litera R. RAN este administrat de Ministerul Culturii și Patrimoniului Național și cuprinde date științifice, cartografice, topografice, imagini și planuri, precum și orice alte informații privitoare la zonele cu potențial arheologic, studiate sau nu, încă existente sau dispărute.
Puteți căuta un sit din localitățile care încep cu litera R folosind formularul de mai jos sau puteți naviga prin toate siturile din județ la Lista siturilor arheologice din județul Prahova.
| Cod RAN                                | Denumire | Localitate                       | Adresă                                         | Datare                       | Descoperit | Coordonate                                 | Imagine           | Erori            |
| -------------------------------------- | --- | -------------------------------- | ---------------------------------------------- | ---------------------------- | ---------- | ------------------------------------------ | ----------------- | ---------------- |
| 130598.01.01 (Cod LMI: PH-I-s-B-16205) | Necropola hallstattiană de la Românești-fostul C.A.P. / ansamblu anonim (Categorie: descoperire funerară) (Tip: Necropolă de incinerație) | sat Românești, comuna Bărcănești | Fostul C.A.P.                                  | Ferigile - Bârsești          |            | 44°51′59″N 26°04′12″E / 44.86639°N 26.07°E | Încărcați imagine | Raportați eroare |
| 135039.02.01                           | Situl arheologic de la Râfov- Autostrada București-Brașov, km. 53+000-53+600 / ansamblu anonim (Categorie: locuire) (Tip: Așezare)        | sat Râfov, comuna Râfov          | Autostrada București-Brașov, km. 53+000-53+600 | Chilia-Militari              |            |                                            | Încărcați imagine | Raportați eroare |
| 135039.02.02                           | Situl arheologic de la Râfov- Autostrada București-Brașov, km. 53+000-53+600 / ansamblu anonim (Categorie: locuire) (Tip: Așezare)        | sat Râfov, comuna Râfov          | Autostrada București-Brașov, km. 53+000-53+600 | sec. II-III                  |            |                                            | Încărcați imagine | Raportați eroare |
| 135039.02.03                           | Situl arheologic de la Râfov- Autostrada București-Brașov, km. 53+000-53+600 / ansamblu anonim (Categorie: locuire) (Tip: Așezare)        | sat Râfov, comuna Râfov          | Autostrada București-Brașov, km. 53+000-53+600 | Sântana de Mureș - Cerneahov |            |                                            | Încărcați imagine | Raportați eroare |
| 135039.02.04                           | Situl arheologic de la Râfov- Autostrada București-Brașov, km. 53+000-53+600 / ansamblu anonim (Categorie: locuire) (Tip: Așezare)        | sat Râfov, comuna Râfov          | Autostrada București-Brașov, km. 53+000-53+600 |                              |            |                                            | Încărcați imagine | Raportați eroare |
| 134513.01.01                           | Așezarea Ipotești-Cândești de la Rahova / ansamblu anonim (Categorie: locuire) (Tip: așezare)                                             | sat Rahova, comuna Podenii Noi   | Pe terasă                                      | Ipotești - Cândești V-VII    | 1960       |                                            | Încărcați imagine | Raportați eroare |